# PL/SQL
PL/SQL (Procedural Language/Structured Query Language) ist eine proprietäre Programmiersprache der Firma Oracle.
PL/SQL verbindet die Abfragesprache SQL mit einer prozeduralen Programmiersprache. Die Syntax ist stark an die Programmiersprache Ada angelehnt.
Unterstützt werden Variablen, Bedingungen, Schleifen und Ausnahmebehandlungen. Ab Version 8 des Oracle-RDBMS halten auch objektorientierte Merkmale Einzug.
PL/SQL ist für das Arbeiten mit Oracle-Datenbanken ausgelegt. Insbesondere kann man im Quelltext SQL-Befehle nach dem Oracle-Standard einfügen. Dabei werden die SQL-Anweisungen nicht als Zeichenketten erzeugt und an eine Datenbankschnittstelle übergeben (wie z. B. bei ODBC, JDBC u. ä.), sondern fügen sich nahtlos in den Programmcode ein. Die Syntax kann damit bereits zum Zeitpunkt der Kompilierung überprüft werden.
Die prozedurale Erweiterung der SQL-Abfragesprache wird inzwischen auch von vielen anderen Datenbankherstellern implementiert. Daher wurde diese prozedurale SQL-Erweiterung inzwischen vom ANSI-Gremium standardisiert.

## Verwendung
- Man kann PL/SQL-Code wie SQL-Befehle über ein Datenbank-Frontend absetzen, der dann direkt abgearbeitet wird.
- Man kann einzelne Unterprogramme (Stored Procedures) oder Bibliotheken mehrerer Unterprogramme (Stored Packages) als dauerhafte Datenbankobjekte auf dem Datenbankserver speichern und damit die Funktionalität der Datenbank erweitern; jeder Benutzer der Datenbank kann diese Unterprogramme aufrufen und nutzen. Die Berechtigungen können für jedes einzelne PL/SQL-Paket an einzelne Benutzer oder Benutzergruppen (sogenannte „Rollen“) vergeben werden.
- Programmierung von Datenbanktriggern
- Programmierung in diversen Tools (Oracle-Forms, Oracle-Reports)

PL/SQL-Programme können die Performance verbessern, wenn der Aufruf von einem Applikationsserver ausgeführt wird, der über eine langsame Netzwerkverbindung mit dem Datenbankserver verbunden ist. So muss in diesem Fall nur zu Beginn und am Ende der Ausführung eine Nachricht über das Netzwerk transportiert werden. Es gibt aber auch andere Möglichkeiten, bei einem langsamen Netzwerk die Performance einer Applikation zu verbessern. So kann z. B. die Oracle-Datenbank auch Java-Programme ausführen, die die Datenbank-Manipulationen vornehmen.

## Grundlegender Aufbau
PL/SQL-Programme bestehen aus Blöcken:
```
  
declare

      
-- Deklarationsblock

  
begin

     
-- Ausführungsteil

  
exception

     
-- Ausnahmeverarbeitung

  
end
;

  
/* So kommentiert man

  mehrzeilig */

  
--So kommentiert man einzeilig

```

## Variablendefinitionen
Variablen werden im (optionalen) Deklarationsabschnitt definiert und optional initialisiert.
```
  
declare

      
zahl1
 
number
(
2
);

      
zahl2
 
number
(
2
)
 
:=
 
17
;

      
text
 
varchar
(
20
)
 
:=
 
'Das ist ein Text'
;

  
begin

      
select
 
hausnummer
 
into
 
zahl1
 
from
 
Adressverzeichnis
 
where
 
name
=
'Meier'
 
and
 
rownum
=
1
;

  
end
;

```

:= ist der Zuweisungsoperator, mit dem man einer Variable einen Wert zuweist.

### Zahlenvariablen
```
  
variablenname
 
number
(
P
[,
S
])
 
:=
 
Wert
;

```

Um eine Zahlenvariable zu definieren, schreibt man zum Beispiel den Variablennamen, gefolgt vom Variablentyp NUMBER.
Hinter diesem schreibt man in runden Klammern die Genauigkeit P sowie optional ein Komma und die Anzahl an Nachkommastellen S.
Genauigkeit entspricht in diesem Fall der Anzahl an Stellen, welche die Variable enthalten kann, und nicht dem Wertebereich.
Auswahl weiterer Datentypen für Zahlenvariablen:
```
  
dec
,
 
decimal
,
 
double precision
,
 
integer
,
 
int
,
 
numeric
,
 
real
,
 
smallint
,
 
binary_integer
,
 
pls_integer

```

### Textvariablen
```
  
variablenname
 
varchar2
(
L
)
 
:=
 
'Text'
;

```

Um eine Textvariable zu definieren, schreibt man den Variablennamen gefolgt vom Variablentyp VARCHAR2.
Der angehängte Längenconstraint (Integer in Klammern) gibt die maximale Länge der Variablen in Bytes an (sofern die Length Semantic nicht auf CHAR gestellt ist).
Auswahl weiterer Datentypen für Textvariablen:
```
CHAR
,
 
NCHAR
,
 
NVARCHAR2
,
 
CLOB
,
 
NCLOB

```

Die Datentypen LONG, LONG RAW und VARCHAR sind deprecated.

### Boolean
```
  
variablenname
 
boolean
 
:=
 
true
;

```

Kann TRUE, FALSE oder NULL sein.

### Datum
```
   
datum_1
   
date
;

   
datum_2
   
date
 
:=
 
to_date
(
'31.12.2016'
,
 
'DD.MM.YYYY'
);

   
datum_3
   
date
 
:=
 
to_date
(
'31.12.2016 23:59:59'
,
 
'DD.MM.YYYY HH24:MI:SS'
);

   
datum_4
   
date
 
:=
 
date
 
'2016-12-31 '
;

```

Variablen vom Typ  DATE enthalten Datum und Uhrzeit sekundengenau. Um eine Datumsvariable zu definieren schreibt man den Variablennamen gefolgt vom Variablentyp DATE.
Die Funktion TO_DATE wandelt den Text zwischen den ersten Hochkommas in ein Datum mit dem angegebenen Format zwischen den zweiten Hochkommas um, wobei die Angabe einer Uhrzeit optional und der Default 00:00:00 Uhr ist. Ein Datum ohne Uhrzeitanteil kann ohne Konvertierung von Zeichenkette zu Datum mit einem Datumsliteral definiert werden; man schreibt dann das Schlüsselwort  date, gefolgt von Datum im Format 'JJJJ-MM-TT'.
Um ein Datum in einen Text zu konvertieren, gibt es die Funktion TO_CHAR(Datum).
Neben dem Datentyp date gibt es noch den Datentyp timestamp, der eine größere Präzision hat. Hierzu gibt es weitere Subtypen: timestamp with time zone speichert die Zeitzone mit den Zeitinformationen, timestamp with local timezone konvertiert jeweils von der Zeitzone der Session in die lokale Zeitzone des Datenbankservers.

### Datentyp über Spalte festlegen
```
  
Variablenname
 
Tabellenname
.
Spaltenname
%type
;

```

Definiert eine Variable des Typs der angegebenen Spalte.

### Datentyp über Tabelle festlegen
```
  
Variablenname
 
Tabellenname
%rowtype
;

```

Definiert eine Variable für einen Datensatz/Row des Typs der angegebenen Tabelle.
Beispiel:
```
    
CURSOR
 
cursor_name
 
IS

        
SELECT
 
*

        
FROM
 
tabelle
;

    
variable
 
tabelle
%rowtype
;

    
...

    
FOR
 
i
 
IN
 
cursor_name
 
LOOP

        
variable
 
:=
 
i
;

        
andere_variable
 
:=
 
variable
.
SPALTENNAME
;

    
END
 
LOOP
;

```

### Gültigkeitsbereich von Variablen
PL/SQL erlaubt es, Blöcke zu verschachteln. Variablen, die in äußeren Blöcken deklariert werden, sind in allen inneren Blöcken gültig. Variablen, die in inneren Blöcken deklariert werden, sind nicht in äußeren Blöcken gültig.
Je nachdem, wo Variablen deklariert werden, kann man zwischen zwei Arten unterscheiden.
- Lokale Variablen – Diese werden in einem inneren Block deklariert. Von außen kann nicht darauf zugegriffen werden.
- Globale Variablen – Diese werden in einem äußeren Block deklariert, und es kann von außen und innen darauf zugegriffen werden.

In folgendem Beispiel werden zwei Variablen deklariert, und die Summe derer wird in einem inneren Block einer dritten Variable zugewiesen. Auf die Variablen var_num1 und var_num2 kann von überall des Blocks aus zugegriffen werden. Auf die Variable var_result dagegen, welche im inneren Block deklariert wurde, kann von außerhalb nicht zugegriffen werden.
```
DECLARE

  
var_num1
 
NUMBER
;

  
var_num2
 
NUMBER
;

BEGIN

  
var_num1
 
:=
 
100
;

  
var_num2
 
:=
 
200
;

  
DECLARE

    
var_result
 
NUMBER
;

  
BEGIN

    
var_result
 
:=
 
var_num1
 
+
 
var_num2
;

  
END
;

  
/* Auf var_result kann hier nicht zugegriffen werden */

END
;

```

### Konstanten
Eine Konstante ist ein Wert in einem PL/SQL Block, der sich während des Programmablaufes nicht verändert.
```
DECLARE

  
konstantenname
 
CONSTANT
 
NUMBER
(
3
)
 
:=
 
10
;

```

Die Wertzuweisung einer Konstante muss direkt bei der Deklaration erfolgen.

## Benutzerdefinierte Datentypen
Benutzerdefinierte Datentypen werden definiert mit Hilfe von:
```
  
type
 
datentyp
 
is
 
record
(
feld1
 
typ1
 
[:
=
xyz
],
 
feld2
 
typ2
 
[:
=
xyz
],
 
...
,
 
feldn
 
typn
 
[:
=
xyz
]);

```

Beispiel:
```
  
declare

    
type
 
t_adresse
 
is
 
record
(

        
hausname
 
adresse
.
hausname
%type
,

        
strasse
 
adresse
.
strasse
%type
,

        
hausnummer
 
adresse
.
hausnummer
%type
,

        
postleitzahl
 
adresse
.
postleitzahl
%type
);

    
v_adresse
 
t_adresse
;

  
begin

    
select
 
hausname
,
 
strasse
,
 
hausnummer
,
 
postleitzahl
 
into
 
v_adresse
 
from
 
adresse
 
where
 
rownum
 
=
 
1
;

  
end
;

```

Das Beispielprogramm definiert einen eigenen Datentyp mit Namen t_adresse, welcher die Felder hausname, strasse, hausnummer und postleitzahl enthält.
Mit diesem Datentyp wird eine Variable v_adresse definiert, welche mit einem Datensatz aus der Tabelle adresse gefüllt wird.
Mittels Punktnotation kann auf die Attribute zurückgegriffen werden
```
  
v_adresse
.
hausname
 
:=
 
'Nollenburgerweg 115'
;

```

## Schleifen
Schleifen wiederholen die in ihrem Rumpf enthaltenen Anweisungen.

### Loop-Schleife (Basisschleife)
```
  
loop

    
...

    
exit
 
when
 
BEDINGUNG
;

  
end
 
loop
;

```

Die loop-Schleife wiederholt die in ihrem Körper enthaltenen Anweisungen. Sie kann durch ein exit when gefolgt von einer Abbruchbedingung beendet werden.
Beachte: Auch wenn die Bedingung für das exit erfüllt ist, werden die Anweisungen, die im Schleifenkörper vor der exit-Anweisung stehen, mindestens einmal ausgeführt.

### While-Schleife
```
  
while
 
Bedingung
 
loop

    
...

  
end
 
loop
;

```

Die while-Schleife wiederholt die in ihrem Körper enthaltenen Anweisungen, so lange die Bedingung in ihrem Kopf erfüllt ist.
Beachte: Sollte die Bedingung im Kopf nicht erfüllt sein, werden die Anweisungen im Schleifenkörper nie ausgeführt.

### For-Schleife
```
  
for
 
v_counter
 
in
 
1..10
 
loop

    
...

  
end
 
loop
;

```

Die for-Schleife zählt eine Indexvariable von einem festgelegten Startwert bis zu einem festgelegten Endwert. Der kleinere Wert steht immer links, der größere immer rechts. Gibt man das Schlüsselwort REVERSE nach dem IN an, so wird vom größeren zum kleineren Wert heruntergezählt.
Beachte: Auch hierbei muss der kleinere Wert links und der größere Wert rechts stehen.
```
  
begin

     
for
 
i
 
in
 
reverse
 
1
 
..
 
5
 
loop

      
dbms_output
.
put_line
(
to_char
(
i
));

     
end
 
loop
;

  
end
;

```

```
  5
  4
  3
  2
  1

```

Hinweis: Wenn Sie beim Arbeiten mit SQL*Plus die erwarteten Zahlen 5 bis 1 nicht sehen, müssen Sie vorher die Ausgabe einschalten.
```
  
set
 
serveroutput
 
on

```

### Cursor-For-Schleife
```
  
for
 
Record
-
Index
 
in
 
(
Select
 
Mitarbeiter_Nummer
 
from
 
Personaltabelle
)

  
loop

    
...

  
end
 
loop
;

```

Die Cursor for-Schleife öffnet automatisch den Cursor, liest die Datensätze ein und schließt den Cursor wieder.
Alternativ dazu kann das SELECT-Statement des Cursors auch vorher definiert werden, um es mehrfach zu verwenden bzw. um die Darstellung übersichtlicher zu gestalten (besonders bei längeren/komplexeren Abfragen von Vorteil).
```
  
cursor
 
cursor_mitarbeiter
 
is

  
Select
 
Mitarbeiter_Nummer
 
from
 
Personaltabelle
;

  
for
 
Record
-
Index
 
in
 
cursor_mitarbeiter

  
loop

    
...

  
end
 
loop
;

```

Der Zugriff auf die Mitarbeiter-Nummer innerhalb der FOR-Schleife erfolgt mit dem Verbindungsoperator .:
```
  
Record
-
Index
.
Mitarbeiter_Nummer

```

## Bedingungen
Mit Hilfe von Bedingungen kann man auf verschiedene Situationen unterschiedlich reagieren.

### IF-THEN-ELSE
```
  
declare

    
v_land
 
welt
.
land
%type
;

  
begin

    
dbms_output
.
enable
(
20000
);

    
select
 
land
 
into
 
v_land
 
from
 
welt

      
where
 
rownum
 
=
 
1
;

    
if
 
v_land
 
=
 
39
 
then

        
dbms_output
.
put_line
(
'Land ist 39'
);

    
elsif
 
v_land
 
=
 
49
 
then

        
dbms_output
.
put_line
(
'Land ist 49'
);

    
else

        
dbms_output
.
put_line
(
'Land unbekannt'
);

    
end
 
if
;

  
end
;

```

if prüft, ob eine Bedingung erfüllt ist. Ist die Bedingung erfüllt, wird der Code zwischen if und end if ausgeführt, ansonsten wird er übersprungen. Optional kann mit elsif eine weitere Bedingung mit zugehörigem Code angegeben werden, der ausgeführt wird, falls diese Bedingung erfüllt ist. Zu guter Letzt kann man ein allgemeines else angeben, dessen Code ausgeführt wird, wenn keine der vorangegangenen Bedingungen erfüllt waren.
Bedingungsstrukturen kann man zudem mittels des CASE-Statements ausdrücken.

### CASE-WHEN
```
  
DECLARE

    
v_land
 
welt
.
land
%TYPE
;

  
BEGIN

    
DBMS_OUTPUT
.
enable
(
20000
);

    
SELECT
 
land
 
INTO
 
v_land
 
FROM
 
welt

      
WHERE
 
ROWNUM
 
=
 
1
;

    
CASE
 
WHEN
 
v_land
 
=
 
39
 
THEN
 
DBMS_OUTPUT
.
put_line
(
'Land ist 39'
);

         
WHEN
 
v_land
 
=
 
49
 
THEN
 
DBMS_OUTPUT
.
put_line
(
'Land ist 49'
);

         
WHEN
 
v_land
 
=
 
59
 
THEN
 
DBMS_OUTPUT
.
put_line
(
'Land ist 59'
);

                          
ELSE
 
DBMS_OUTPUT
.
put_line
(
'Land unbekannt'
);

    
END
 
CASE
;

  
END
;

```

Vereinfachte Form für reine Wertelisten:
```
  
DECLARE

    
v_land
 
welt
.
land
%TYPE
;

  
BEGIN

    
DBMS_OUTPUT
.
enable
(
20000
);

    
SELECT
 
land
 
INTO
 
v_land
 
FROM
 
welt

      
WHERE
 
ROWNUM
 
=
 
1
;

    
CASE
 
v_land

       
WHEN
 
39
 
THEN
 
DBMS_OUTPUT
.
put_line
(
'Land ist 39'
);

       
WHEN
 
49
 
THEN
 
DBMS_OUTPUT
.
put_line
(
'Land ist 49'
);

       
WHEN
 
59
 
THEN
 
DBMS_OUTPUT
.
put_line
(
'Land ist 59'
);

               
ELSE
 
DBMS_OUTPUT
.
put_line
(
'Land unbekannt'
);

    
END
 
CASE
;

  
END
;

```

## Exception-Handling
Es gibt zwei Arten von Exceptions:
- vordefinierte Exceptions und
- benutzerdefinierte Exceptions,

deren Handling analog ist.

### Vordefinierte Exceptions
Exceptions werden automatisch von PL/SQL ausgelöst, wenn Fehler bei der Arbeit mit Datenbankobjekten (Tabellen, Views, Packages u. ä.) oder Programmierfehler (bspw. Division durch Null) bei der Abarbeitung des Programms auftreten. Es gibt in PL/SQL 20 Exceptions mit vordefinierten Namen.
Jede Exception hat einen Fehlercode, der aus den Buchstaben ORA- und 5 Ziffern besteht.
Typische Exceptions dieser Art sind
no_data_found (ORA-01403) – Eine SELECT-Anfrage liefert eine leere Datenmenge
too_many_rows (ORA-01422) – Eine SELECT-Anfrage liefert eine Datenmenge mit mehr als einem Satz, an einer Stelle, an der nur ein einzelner Satz als Ergebnis der Anfrage erwartet wurde.

### Benutzerdefinierte Exceptions
Für die Behandlung logischer Programmfehler können eigene Exceptions in der Form
```
  
<
exception_name
>
 
exception
;

  
pragma
 
exception_init
(
<
exception_name
>
,
 
-<
exception_number
>
);

```

definiert und durch das Kommando
```
  
raise
 
<
exception_name
>
;

```

ausgelöst werden.

### Exceptionblock
Der Exceptionblock dient dazu, alle Exceptions des dazugehörigen Ausführungsteiles abzufangen. Es besteht damit die Möglichkeit, nach einer Exception eine individuelle Fehlerbehandlung anzuschließen. Zum einen kann der Fehler nach dem Abfangen behandelt werden, danach kann im Programm weitergearbeitet werden; zum anderen kann die Exception an den umschließenden Block weitergereicht werden. Falls die Exception bis zum äußersten Block propagiert wird und dort keine entsprechende Fehlerbehandlung definiert wurde, führt dies zu einem unkontrollierten Abbruch des Programms.
Der generelle Aufbau eines Exceptionblocks ist folgender:
```
  
begin

     
-- Programmcode der eine Exception auslösen kann

     
Ausführungsteil

     
...

  
exception

  
when
 
<
exception_name_1
>
 
then

     
-- Exceptionbehandlung für die Exception <exception_name_1>

     
Ausführungsteil

  
...

  
when
 
<
exception_name_n
>
 
then

     
-- Exceptionbehandlung für die Exception <exception_name_n>

     
Ausführungsteil

  
when
 
others
 
then

    
-- Exceptionbehandlung für alle restlichen, nicht erwarteten Exceptions

     
Ausführungsteil

  
end
;

```

Der when others-Zweig ist optional; er fängt alle bis dahin im Exceptionblock nicht behandelten Exceptions ab. Fehlt dieser Zweig, werden unbehandelte Exceptions implizit an den umschließenden Block weitergereicht. Soll eine Exception explizit weitergereicht werden, muss der Ausführungsteil mit der Programmzeile raise <exception_name>; enden.

## Vergleich mit T-SQL
PL/SQL ist trotz oberflächlicher Ähnlichkeiten grundsätzlich anders als Transact-SQL. Bei der Übernahme von Quellcode handelt es sich daher in der Regel um eine nicht ganz einfache Arbeit. Nicht nur auf Grund der Unterschiede in den Feature-Sets der beiden Sprachen, sondern auch wegen der sehr deutlichen Unterschiede, wie Oracle und SQL Server mit der Steuerung der Parallelität und dem Locking umgehen. Es gibt jedoch Software-Tools, die die Übernahme erleichtern können, zum Beispiel Oracle Translation Scratch Editor und SwisSQL.

## Vergleichbare Möglichkeiten der Programmierung mit anderen Datenbank-Management-Systemen
- PL/pgSQL in der Open-Source-Datenbank PostgreSQL
- SQL-PL für Adabas
- SQL PL für Db2
- Transact-SQL (TSQL) ist die entsprechende Programmiersprache für RDBMS von Sybase und Microsoft
- Stored Procedures in MySQL ab Version 5